# 親愛的別哭
《親愛的別哭》（法語：La Guerre est déclarée）是2011年法國導演華蕾莉·董澤利的作品。該片代表法國參加2011年第84屆奧斯卡的最佳外语片奖，但未入圍。

## 角色

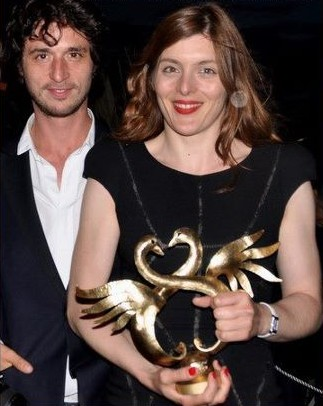
華蕾莉·董澤利與傑瑞米·艾肯

- 華蕾莉·董澤利 飾 茱麗葉
- 傑瑞米·艾肯 飾 羅密歐

## 外部連結
维基共享资源上的相關多媒體資源：親愛的別哭
- 互联网电影数据库（IMDb）上《Declaration of War》的资料（英文）